# Tovomita tenuiflora
Tovomita tenuiflora là một loài thực vật có hoa trong họ Bứa. Loài này được Benth. ex Planch. & Triana miêu tả khoa học đầu tiên năm 1860.